# ویتوریو کولااو
ویتوریو کولااو، (به انگلیسی: Vittorio Colao) (زاده ۳ اکتبر ۱۹۶۱) کارآفرین، بانکدار و مدیر ارشد اجرایی ایتالیایی است، که در حال حاضر به‌عنوان مدیر عامل اجرایی شرکت وودافون فعالیت می‌نماید.